# Protestas en Etiopía de 2016
El 5 de agosto de 2016 empezaron protestas en Etiopía siguiendo el llamado de grupos opositores. Los protestantes demandaban reformas políticas y sociales, incluyendo un fin a abusos de los derechos humanos (entre los cuales estaban asesinatos gubernamentales de civiles, arrestos masivos, expropiaciones de tierras y marginalización política de los grupos opositores. El gobierno respondió restringiendo acceso a Internet y atacando y arrestando a protestantes. En tres días hasta el 8 de agosto, Reuters reportó que al menos 90 protestantes habían muerto a manos de las fuerzas de seguridad etíopes, marcando la represión más violenta en contra de manifestantes en la África subsahariana desde que al menos 75 murieran en protestas de la región de Oromia de Etiopía en noviembre y diciembre de 2015.
Etiopía ha sido gobernada por el Frente de Liberación del Pueblo Tigrayan desde que tomaron la capital y pusieron fin a la Guerra Civil Etíope en 1991. Los miembros del grupo étnico Tigrayan constituyen una minoría de la población de Etiopía. Los miembros de este grupo étnico tradicionalmente dominan los cargos superiores en el sistema militar y político del país, mientras que la mayoría de los pueblos amhara y oromo fueron marginados durante décadas. Sin embargo, después de la muerte de Meles Zenawi en 2012, que era el caballo de poder de Tigrayan en Etiopía, la situación se hizo algo menos obvia. Las dos posiciones principales en el jefe de Estado y del gobierno, la del presidente de Etiopía Mulatu Teshome y la del primer ministro de Etiopía, Hailemariam Desalegn, ya no están ocupadas por los tigrayanos.
El país ha experimentado un rápido crecimiento económico desde la década de 2000 y es una de las economías de más rápido crecimiento del mundo y es el segundo país más poblado de África. Pero si bien el gobierno autoritario apoya mucho el desarrollo económico, el crecimiento y la industrialización, a menudo las necesidades de la población rural siguen sin tenerse en cuenta, la libertad y los derechos civiles de los agricultores y pastores en particular a menudo se descuidan.
En 2014, ambas temporadas de lluvia en Etiopía vieron precipitaciones irregulares. En 2015, debido a un evento de El Niño extremadamente fuerte, las dos temporadas de lluvias en Etiopía casi no sucedieron en absoluto.
Eso resultó en una aguda sequía en particular en las tierras altas de Etiopía, los cultivos y pastos se secaron y las manadas estaban muriendo. Se consideró que era la peor sequía en 50 años. La sequía fue particularmente dura en la región de Amhara y en la región de Oromia. Después de 18 meses de sequía severa y casi nada quedó para comer para las personas afectadas por la sequía, las fuertes lluvias torrenciales que comenzaron en abril de 2016 empeoraron la situación hasta octubre de 2016. Las inundaciones desplazaron a las personas durante meses en exactamente las mismas regiones, que eran más afectado por la larga sequía. Etiopía es un estado multiétnico. Como la experiencia del UNICEF en Etiopía está contando desde el pasado, tales sequías e inundaciones a menudo resultan en choques humanitarios y tensiones entre grupos étnicos.